# Виршем
Виршем (нем. Wierschem) — община в Германии, в земле Рейнланд-Пфальц. 
Входит в состав района Майен-Кобленц. Подчиняется управлению Майфельд.  Население составляет 335 человек (на 31 декабря 2010 года). Занимает площадь 8,32 км².

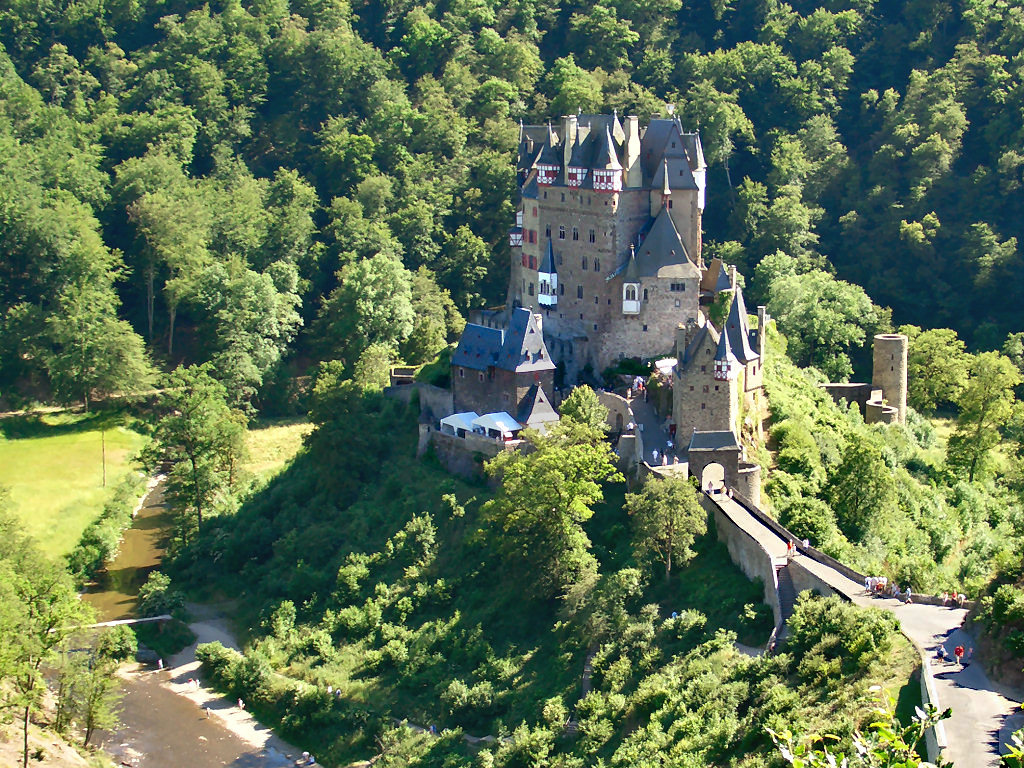
Замок Эльц